# Lo squartatore di New York
Lo squartatore di New York, en anglès The New York Ripper, és una pel·lícula de terror italiana de 1982 dirigida per Lucio Fulci. El guió va estar a càrrec de Fulci, Gianfranco Clerici, Vincenzo Mannino i Dardano Sacchetti. Mentre que la majoria de les pel·lícules de Fulci han estat estrenades sense talls al Regne Unit, The New York Ripper encara roman censurada actualment, fins i tot en la seva edició en DVD i Blu-ray de 2011.

## Trama
La història és protagonitzada per Fred Williams (Jack Hedley), un policia que es troba investigant els crims d'un assassí en sèrie, que ha matat a nombroses joves a la ciutat de Nova York. Williams sol·licita ajuda a un psicoanalista anomenat Paul Davis (Paolo Malco) per a poder comprendre les motivacions de l'assassí.

## Repartiment
- Jack Hedley - Lt. Fred Williams
- Paolo Malco - Dr. Paul Davis
- Almanta Suska - Fay Majors
- Howard Ross - Mickey Scellenda (Mikis)
- Andrea Occhipinti - Peter Bunch
- Alexandra Delli Colli - Jane Lodge
- Cosimo Cinieri - Dr. Lodge
- Giordano Falzoni - Dr. Barry Jones, Coroner
- Daniela Doria - Kitty
- Cinzia de Ponti - Rosie – víctima del Ferry
- Zora Kerova - Eva – Actriu de xou sexy
- Josh Cruze - Chico
- Antone Pagán - Morales
- Chiara Ferrari - Susy Bunch
- Barbara Cupisti - Heather

## Producció
Abans de l'estrena de la pel·lícula, Fulci va discutir-ne la producció, descrivint-la com "molt menys horror que les meves pel·lícules anteriors, sense zombis, però amb un assassí humà treballant a la foscor". Fulci va descriure la pel·lícula com un tribut a Alfred Hitchcock, que va facturar com "Hitchcock Revisited, una pel·lícula fantàstica amb una trama, violència i sexualitat". Dardano Sacchetti, que era un dels col·laboradors creatius clau de Fulci de l'època, va declarar que gran part del contingut sexual de la pel·lícula provenia de Fulci. afirmant que Fulci "es nodreix un profund sadisme cap a les dones." La pel·lícula va ser rodada a Nova York amb interiors filmats a Roma.
Zora Kerova, que interpretava a Eva a la pel·lícula, a parlar positivament de treballar amb Fulci i va afirmar que Fulci va trigar una mica a entusiasmar-se amb ella. Quan se li va preguntar què pensava de la pel·lícula, va afirmar que "no li va agradar."

## Estrena
Lo squartatore di New York fou estrenada a Itàlia el 4 de març de 1982.
Al Regne Unit la pel·lícula fou projectada per la BBFC, i Carol Tpolski va descriure la pel·lícula "simplement la pel·lícula més perjudicial que he vist en tota la meva vida" i un catàleg implacable de l'antiheroi/vilà tallant dones." La pel·lícula va ser prohibida al Regne Unit, on no es podia vendre ni posseir fins al 2002.
La pel·lícula va rebre una estrena cinematogràfica limitada als Estats Units el 1984 i va ser llançada en VHS el 1987, on va ser editada per Vidmark Home Entertainment.

## Recepció crítica
A Rotten Tomatoes, la pel·lícula té una qualificació d'aprovació del 17% basada en 6 comentaris, amb una qualificació mitjana ponderada de 3/10.
Eric Henderson de Slant Magazine va denominar a la pel·lícula "àcida i inútil", afegint que "utilitza tots els ingredients necessaris, però no aconsegueix convocar-los a la dignitat magistral que s'espera dels millors vomitoris de Nova York." A la seva pàgina web, Fantastic Movie Musings and Ramblings, Dave Sindelar va criticar la trama tàctica de la pel·lícula, la identitat òbvia de l'assassí i els intents de patetitzar-se, sentia que aquest últim era "forçat i ineficaç". Al final, Sindelar va afirmar que el gore de la pel·lícula eren el seu atractiu principal, alhora que va assenyalar que "sens dubte no serà del gust de tots". Maitland McDonagh de TV Guide atorga a la pel·lícula 1/4 estrelles, escrivint "Fulci alterna escenes de sexe malicioses amb assassinats gràfics i profundament misògins, omple les trames amb girs que no tenen cap sentit, a continuació, embolica tota la cosa en una absurda florida psicològica."
Robert Firsching d'AllMovie va afirmar que la pel·lícula era Fulci "abandonant el denominador comú més baix com mai abans en la seva carrera". Va afegir que "Fulci va demostrar amb aquest descarat joc per a la multitud psico-slasher que els dies del ben argumentat estil terror italià eren complets i substituïts per la violència sexual i la perversió més cruel", i conclou que la pel·lícula era "una obra vergonyosa".